# جشمة ني (درونة)
جشمة ني (بالفارسية: چشمه نی) هي قرية تقع في إيران في قسم درونة الريفي. يقدر عدد سكانها بـ 51 نسمة .